# داء طفيلي وهامي
الداء الطفيلي الوهامي، هو اضطراب نفسي يعتقد فيه المرضى أنهم مصابون بعوامل ممرضة حية أو غير حية دون وجود إصابة حقيقية بها، وتعتبر الطفيليات والحشرات والبق أمثلة على تلك العوامل. يشكو المرضى عادةً من هلوسات لمسية معروفة باسم التنميل، وهو إحساس مشابه لذلك الذي تسببه الحشرات عندما تزحف على الجلد أو تحته. يعتبر المورغيلونس أحد الأنواع الفرعية لهذه الحالة، وفيه يعاني الأفراد من تقرحات يعتقدون أنها تحتوي على ألياف ضارة. بشكل عام، يصنف المورغيلونس ضمن الأمراض المشخصة ذاتيًا.
صنف الدليل التشخيصي والإحصائي الخامس للاضطرابات النفسية الداء الطفيلي الوهامي ضمن الاضطرابات الوهامية. ما يزال السبب غير معروف، لكن يُعتقد أنه مرتبط بارتفاع الدوبامين في الدماغ. يشخص الداء الطفيلي الوهامي عندما يكون الوهام هو العرض الوحيد للذهان بشرط استمراره لمدة شهر أو أكثر وعدم وجود مرض مفسر للإحساس. لا يوافق عادةً سوى عدد قليل من الأفراد المصابين بهذه الحالة على العلاج بسرعة وبشكل طوعي، بسبب عدم اعتقادهم أن المرض وهم لا أكثر. يعالج الاضطراب بالأدوية المضادة للذهان، ويمكن استخدام العلاج السلوكي المعرفي ومضادات الاكتئاب لتخفيف الأعراض.
تعتبر هذه الحالة نادرة، ويبدو أن إصابة النساء تمثل ضعفي إصابة الرجال. يبلغ متوسط عمر الأشخاص المصابين بهذا الاضطراب 57 عام. قد يدعى المرض بمتلازمة إكبوم نسبةً إلى طبيب الأعصاب كارل إكسل إكبوم الذي نشر تقارير هامة عن المرض في العامين 1937 و1938.

## التصنيف
صنف الدليل التشخيصي والإحصائي الخامس للاضطرابات النفسية الإصابة الوهامية ضمن الاضطرابات الوهامية الجسدية. أصبح الداء الطفيلي الوهامي الاسم الأشيع للمرض منذ عام 2015. مع ذلك، يوجد تسميات أخرى عديدة للاضطراب، ومنها: الإصابة الوهامية والإصابة الطفيلية الوهمية والداء الطفيلي الخارجي الوهامي والداء الطفيلي نفسي المنشأ ومتلازمة إكبوم والرهاب الجلدي ورهاب الطفيليات والتنميل وبق الكوكايين.
يعتبر المورغيلونس أحد أشكال الداء الطفيلي الوهامي ذاتية التشخيص، وفيه يشعر المرضى بأحاسيس مؤلمة في الجلد يعتقدون أنها تحتوي على ألياف من أنواع مختلفة. يشبه المورغيلونس إلى حد بعيد الإصابات الوهامية الأخرى، ولكن يعتقد المرضى المصابون به بوجود خيوط أو ألياف ضمن آفاتهم الجلدية. يعتبر داء الدغريات الوهامي أحد أشكال داء الطفيليات الوهامي، وفيه يعتقد المرضى بوجود الإصابة ضمن مكان إقامتهم لا ضمن أجسادهم أو عليها.

## العلامات والأعراض
يعتقد مرضى الداء الطفيلي الوهامي أنهم مصابون بالطفيليات أو الديدان أو العث أو البكتيريا أو والفطريات أو بعض الكائنات الحية الأخرى دون أن يثنيهم المنطق والتفكير عن هذا الاعتقاد. يختلف الإحساس بين المصابين بهذه الحالة، ولكنهم يشكون عادةً من شعورهم بكائنات -متخيلة- تزحف أو توخز الجلد. قد يؤذي المصابون أنفسهم للتخلص من الطفيليات المتخيلة، وهذا يشمل إصابة الجلد بالسحجات والكدمات والجروح، وذلك بالإضافة إلى الأضرار الناجمة عن استخدام المواد الكيميائية وإجراءات التطهير الوسواسية.
يسبق الاضطراب عادةً لدغة حشرة أو قصة سفر أو مشاركة ملابس مع شخص آخر أو احتكاك بشخص مصاب بداء طفيلي. تساهم هذه الأحداث بزيادة إدراك المريض للأعراض التي كان قادرًا على تجاهلها في السابق، وبالتالي تعزز أوهامه. سيعتبر المريض أي علامة تظهر على جلده وأي شي صغير موجود عليه أو على ملابسه دليل على الإصابة الطفيلية. وبشكل عام، يجمع الأفراد المصابون عادةً هذه الأدلة بشكل قهري لتقديمها إلى الطواقم الطبية. يطلق على هذه العادة علامة علبة الثقاب أو علامة كيس زيبلوك أو علامة العينات المجموعة بسبب إحضار المرضى الأدلة المزعومة ضمن علبة صغيرة –عادةً علبة ثقاب. توجد علامة علبة الثقاب لدى 5- 8 أشخاص من كل 10 أشخاص مصابين بالداء الطفيلي الوهامي. يوجد علامة أخرى تدعى علامة العينات الرقمية، وفيها يحضر الأفراد مجموعة من الصور لتوثيق حالتهم.
قد يعاني الأقارب من أوهام مماثلة بنسبة 5- 15% من الحالات، وهو اضطراب معروف باسم الذهان المشترك أو الاضطراب الوهامي المشترك. يساهم كل من الإنترنت ووسائل الإعلام في تعزيز الاضطراب الوهامي المشترك، ولهذا يسمى أحيانًا بذهان الإنترنت. تخف الأعراض عادةً بعد فصل المصابين عن بعضهم البعض، ولكن سيحتاج معظمهم إلى العلاج.
يعاني نحو ثمانية من كل عشرة أفراد مصابين بالداء الطفيلي الوهامي من اضطرابات مشاركة أخرى، وهذا يتضمن الاكتئاب بشكل رئيسي يليه تعاطي المخدرات والقلق. تتوقف في معظم الحالات حياة المرضى الشخصية والمهنية بسبب الضيق الشديد الناجم عن الأعراض التي يشعرون بها.
أجرت مايو كلينك دراسة ضمت 108 مريض في عام 2011. فشلت الدراسة السابقة في العثور على أي دليل يشير إلى وجود الطفيليات في خزعات الجلد والعينات المقدمة من المريض، وخلصت إلى أن أعراض المرضى أوهام لا أكثر.

## العلاج
لم تجرى أي دراسات تقارن العلاجات المتاحة بالدواء الوهمي حتى عام 2019. تمثل الجرعات المنخفضة من الأدوية المضادة للذهان العلاج الشافي الوحيد والأكثر فعالية. قد يستفيد مرضى الاضطراب الطفيلي الوهامي من العلاج السلوكي المعرفي أيضًا. يعتبر الريسبيريدون العلاج الأمثل للاضطراب حاليًا. كان البيموزيد العلاج الأمثل له لسنوات عديدة، ولكنه يملك آثار جانبية أكثر مقارنةً بمضادات الذهان الأحدث. يعتبر الأريبيبرازول والزيبراسيدون فعالين، ولكن استخدامهم في علاج الداء الطفيلي الوهامي لم يدرس بعد. تتضمن الأدوية الفعالة الأولانزابين أيضًا. تستخدم جميع الأدوية السابقة بأقل جرعة ممكنة، وترفع تدريجيًا حتى اختفاء الأعراض.
يرفض الأشخاص المصابون بالداء الطفيلي الوهامي التشخيص الطبي في معظم الحالات، ويخضع القليل منهم للعلاج بشكل طوعي وعن طيب خاطر على الرغم من الفعالية الواضحة، وهذا يجعل الاضطراب صعب التدبير. قد يلجأ الأطباء إلى طمأنة الفرد المصاب وإخباره أنه غير مصاب بأي عدوى. مع ذلك، لا تفيد هذه الطريقة في كثير من الأحيان؛ إذ يرفض المريض ببساطة تصديق ذلك. يكون اكتساب ثقة المريض والتعاون مع الأطباء الآخرين جزأين أساسيين من النهج العلاجي، نظرًا لأن الأفراد الذين يعانون من الداء الطفيلي الوهامي يتابعون العلاج عادةً لدى عدة أطباء من تخصصات مختلفة، ويشعرون بالعزلة والاكتئاب. قد يستخدم أطباء الأمراض الجلدية الأدوية للتخفيف من الحكة، وهذا يساهم في نجاح العلاج. لا تفيد المواجهة المباشرة للأفراد بحقيقة أوهامهم؛ فمن غير المرجح أن تتغير تلك الأوهام ببساطة. يمكن استخدام العلاج المعرفي السلوكي لمواجهة معتقدات الأفراد المنفتحين على العلاج النفسي. وضع هيلر وآخرون في عام 2013 نهج علاجي يتكون من خمس مراحل يسعى إلى إقامة علاقة وثقة بين الطبيب والمريض.

## سير المرض
يبلغ متوسط مدة المعاناة من الاضطراب نحو ثلاث سنوات. تؤدي الحالة إلى العزلة الاجتماعية وتؤثر على الحالة المهنية للفرد. يمكن علاج الاضطراب بمضادات الذهان أو بعلاج الاضطرابات النفسية الكامنة وراءه.